# Roger T'Joncke
Roger T'Joncke (Petegem-aan-de-Leie, 18 juli 1945) is een voormalige Belgisch kajakker. 

## Levensloop
T'Joncke was actief in de jaren '60 en begin de jaren '70 en was lid van Koninklijke Cano Club Gent. Door een schorsing door de Belgische Kano Bond in 1967 miste hij de kans om zich te kwalificeren voor de Olympische Zomerspelen van 1968 in Mexico-Stad. Hij was in die periode de beste Belgische kajakker en behaalde in 1967 alle Belgische kampioenstitels bij de heren senioren.
In 1972 werd hij vierde in de halve finales op de Olympische Zomerspelen te München in het onderdeel K4 1000 m in een tijd van 3.10,86. Hij zat in een combinatie met Jean-Marie D'Haese, Jos Broekx en Paul Stinckens. In 1973 zette hij een punt achter zijn kajakcarrière en startte met basketten. Hij was geruime tijd basisspeler bij Gentson.
Zijn broer Marcel was eveneens actief in het kajakken, zijn zoon Tibo in het basketbal.